# Jaime de Sá Meneses
Jayme de Sá Menezes (Salvador, 3 de abril de 1917 — Salvador, 18 de fevereiro de 2002) foi um médico, biógrafo, historiador e professor brasileiro. Fundou a Academia de Medicina da Bahia, foi presidente do IGHB e membro da Academia de Letras da Bahia.

## Vida
Filho de Arthur de Sá Menezes e Luiza América de Sá Menezes, o menino Jayme foi batizado na Igreja Nossa Senhora dos Mares, tendo como padrinhos Francisco de Souza, professor da Escola Politécnica da Bahia, depois prefeito de Salvador, e Amália Cândida de Sá Menezes Moniz Barreto, sua tia.
Jayme de Sá Menezes é descendente direto de Diogo da Rocha de Sá, sobrinho de Mem de Sá, que foi o terceiro governador-geral do Brasil. Seu pai, Arthur de Sá Menezes - nome que Jayme daria depois ao seu filho caçula - fundaria junto com Arlindo Coelho Fragoso, Francisco da Silva e Lima, Alexandre Maia Bittencourt e outros a Escola Politécnica da Bahia, da qual recebeu o título de Professor honorário em 1938.
Jayme de Sá Menezes foi membro e presidente do IGHB; foi membro honorário do Instituto Histórico e Geográfico de São Paulo e correspondente dos de Santos, Minas Gerais e Sergipe; membro da Academia Pan-Americana de História da Medicina; foi presidente consultivo da Cruz Vermelha Brasileira, secção Bahia e médico do Departamento Nacional de Saúde e do Ministério da Educação e Cultura, presidente do IBHMCA, em 1956 e 1959, professor da Escola Baiana de Medicina, Secretário de Estado, Bahia, nomeado pelo governador Juracy Magalhães.

## Obras
Jayme de Sá Menezes deixou numerosos artigos sobre os mais diversos temas nas páginas dos jornais baianos, além de artigos e outros trabalhos sobre medicina, história da medicina, genealogia e história.
Alguns de seus livros são:
- Caminhada
- Agrário de Menezes: Um Liberal no Império
- Na Senda da História e das Letras
- Os Irmãos Mangabeira

## Família
Descendentes
Casado com Luíza Sousa Martins, filha do General Aristóteles de Sousa Martins e D. Maria das Mercês Carneiro de Mendonça Lopes, aos 8 de dezembro de 1956, Jayme de Sá Menezes teve três filhos:
- Francisco de Sá Menezes
- Jayme de Sá Menezes Filho
- Arthur de Sá Menezes Neto

Irmão e ascendentes
- Irmãos
  - Oswaldo de Sá Menezes
  - Walter de Sá Menezes, artista plástico, engenheiro agrônomo e professor de agronomia
  - Celina de Sá Menezes Bahia

A rua professor Jayme de Sá Menezes, no Bairro de Cajazeiras, em Salvador, foi assim denominada em sua homenagem. 